# Xã Roosevelt, Quận Renville, Bắc Dakota
Xã Roosevelt (tiếng Anh: Roosevelt Township) là một xã thuộc quận Renville, tiểu bang Bắc Dakota, Hoa Kỳ. Năm 2010, dân số của xã này là 25 người.